# Семёнов, Владимир Николаевич (депутат)
Семёнов Владимир Николаевич (род. 19 февраля 1956, Кушелга, Яльчикский район, Чувашская АССР, СССР) — российский региональный (ХМАО) государственный и муниципальный деятель; предприниматель и спортивный функционер. Депутат Думы Ханты-Мансийского автономного округа — Югры III, IV, VI и VII созывов. Заместитель председателя Думы Ханты-Мансийского автономного округа – Югры VII созыва (с 2021).
Член правления Российского союза промышленников и предпринимателей (2006), глава Нефтеюганского района (2007—2016). Председатель Комитета по законодательству, вопросам государственной власти и местному самоуправлению (с 2016) Думы Ханты-Мансийского автономного округа — Югры. Почётный гражданин Нефтеюганского района, Почётный гражданин муниципального образования город Нефтеюганск.

## Биография

### Происхождение
Родился в селе Кушелга Яльчикского района Чувашской АССР. В 1973 году в городе Канаш Чувашской АССР окончил школу и начал трудовую деятельность на Канашском автоагрегатном заводе фрезеровщиком.
С 1975 по 1977 год работал каменщиком в СМУ-34 (Волгоградская область). В 1977 году — водитель Канашского пассажирского автотранспортного предприятия. В 1977 году приехал в Нефтеюганск, откуда был призван в Советскую армию.
В 1981 году окончил совхоз-техникум в городе Цивильск Чувашской АССР. В начале Перестройки в Нефтеюганске организовал видеосалон, в дальнейшем приобрёл два грузовика, стал заниматься перевозками.
В 1991 году в Нефтеюганске (ХМАО) создал хозрасчётное предприятие «Досуг» и организовал благотворительный фонд «Благодарность». С 1992 по 1997 — директор, генеральный директор ООО «Торгово-промышленная компания «Досуг». На протяжении 16 лет фонд оказывал поддержку детям-сиротам, пенсионерам, ветеранам, инвалидам и малообеспеченным семьям; проводились праздники, концерты и встречи в культурно-развлекательном комплексе; фонд подбирал нуждающимся людям одежду, помогал улучшать бытовые условия.

### Муниципальная и государственная деятельность
С 1996 по 2000 год — депутат Думы города Нефтеюганска. В 1997 году получил диплом об окончании Международной Академии предпринимательства (Москва).
В 1997 году совместно с предпринимателем Михаилом Ходорковским создает ЗАО «Роснефтетранс» (совместное предприятие ООО ТПК «Досуг», ОАО Нефтяная компания «ЮКОС» и ОАО «Юганскнефтегаз»). С 1997 по 2007 год Владимир Семёнов — генеральный директор этого предприятия. На предприятии работало более 5000 человек; компания занималась ремонтом нефтяных скважин, строительством промышленных объектов, предоставлением транспортных услуг.
С 2001 по 2007 год — депутат Думы Ханты-Мансийского автономного округа — Югры III и IV созывов. В 2005 году получил диплом учебного заведения — Российская академия государственной службы при Президенте Российской Федерации (Москва).
С 2007 по 2016 год — глава Нефтеюганского района.
В 2016 году Владимир Семёнов был избран депутатом Думы Ханты-Мансийского автономного округа — Югры. Председатель Комитета по законодательству, вопросам государственной власти и местному самоуправлению.

### Общественная и политическая деятельность
Вице-президент Федерации спортивной борьбы России. Член партии «Единая Россия». Президент региональной федерации НОМАД ММА. Вице-президент исполкома Федерации спортивной борьбы России. Президент федерации вольной борьбы Ханты-Мансийского автономного округа — Югры. Основатель Благотворительного Фонда «Благодарность». Председатель оргкомитета Международного турнира по шахматам имени А. Е. Карпова.
Председатель Ханты-Мансийского регионального отделения Российского союза промышленников и предпринимателей. Вице-президент Торгово-промышленной палаты ХМАО. С 2020 года — член Высшего экономического совета Чувашской Республики.

## Семья и личная жизнь
Женат. Отец троих детей, имеет троих внуков. Один из сыновей — Павел Семёнов — политик.
С 2005 года вице-президент Академии проблем безопасности, обороны и правопорядка.
Владимир Семёнов — организатор турниров по вольной борьбе, шахматам, бильярду, в том числе международных. Кандидат в мастера спорта по вольной борьбе. 

## Отзывы
Владимира Семёнова называют «политическим тяжеловесом» и «ярким общественным деятелем» региона, одним из «основных политических акторов Югры, предпочитающий действовать из тени. <…> В кругу регионального истеблишмента, Семёнов считается одним из основных игроков ХМАО, манипулирующим из тени действиями многих местных политиков. „Нефтеюганск, Нефтеюганский район, Пыть-Ях — это основные территории присутствия Семёнова. Там ни один вопрос, как по линии власти, так и по линии силовиков, не решается без его кивка“». Отмечается (2007), что «Помимо многочисленных друзей и знакомых в органах ФСБ, МВД и Минобороны, югорец обладает связями в администрации президента РФ, Госдуме РФ, Совете Федерации, а своими близкими друзьями может назвать порядка десятка губернаторов областей и президентов республик. Его смело можно назвать одним из немногих „серых кардиналов“ ХМАО».
С 1990-х годов является бизнес-партнёром российского предпринимателя Михаила Ходорковского. Об их отношениях, в частности, сказано: «Владимир Семёнов <…> и Ходорковский — это два абсолютно противоположных типа предпринимателей. Семёнов, конечно, не миллиардер, но по местным меркам тоже тот ещё олигарх. <…> Теперь у него восемьсот единиц техники, бензоколонки, гостиница, рестораны, вот этот развлекательный центр, в нефтяном бизнесе он один из крупнейших партнёров „Юганскнефтегаза“. Но при всём при этом Семёнов по складу характера какой-то… земледелец, что ли. Он весь в этом городе. Он вообще не выводит деньги в оффшор, игнорирует предложения о расширении бизнеса за пределы региона, все вложения делает здесь, кормит всех пенсионеров города, устраивает для малоимущих в „Империи“ бесплатные вечера. В Нефтеюганске Семёнов культовая фигура. Если бы его арестовали, тут случился бы реальный бунт. А Ходорковский — он всегда был не земледельцем, а скотоводом. Для него главное — его дело, все остальное — только питательная среда. Именно после знакомства с Семёновым Ходорковский понял, что быть хоть немного земледельцем всё-таки выгодно. Он кое-что даже успел сделать: построил спорткомплекс „Олимп“, учредил „ЮКОС-классы“. Но уже было поздно. Я уверен, что когда он писал своё покаянное письмо, он думал о Семёнове».

## Награды

### Федеральные награды
- Медаль ордена «За заслуги перед Отечеством» II степени (2006)
- Благодарственное письмо Министра спорта РФ (В. Л. Мутко) (2014)

### Региональные награды
- Знак «За заслуги перед округом» (Югра) (2006)
- Лауреат премии Ханты-Мансийского автономного округа «За выдающийся вклад в социально-экономическое развитие Ханты-Мансийского автономного округа» (2000)
- Почётный нагрудный знак Думы Ханты-Мансийского автономного округа — Югры «За вклад в развитие законодательства» (2006)
- Почётная грамота Тюменской областной Думы (2008)
- Почётная грамота Губернатора Ханты-Мансийского автономного округа — Югры (2010)
- Почётный нагрудный знак Тюменской областной Думы (2010)
- Почётное звание «Заслуженный работник нефтегазодобывающей промышленности ХМАО — Югры» (2011)
- Почётная грамота Думы Ханты-Мансийского автономного округа — Югры (2014)

### Муниципальные награды
- Почётное звание «Почетный гражданин муниципального образования город Нефтеюганск» (2002)
- Почётный знак «За заслуги перед Нефтеюганским районом» (2016)
- Почётный гражданин Нефтеюганского района (2016)

### Общественные награды
- Победитель конкурса «Евразия. Лидер в бизнесе 2004 года» (2004)
- Почётный знак «За заслуги в развитии олимпийского движения в России» (награда Олимпийского комитета России, 2006)
- Премия «Признание» в номинации «Человек — золотое сердце» за реализацию социальных и благотворительных программ (2006)